# Štifanići
Štifanići is een plaats in de gemeente Poreč in de Kroatische provincie Istrië. De plaats telt 56 inwoners (2001).